# Aserbajdsjanske helligdage
Aserbajdsjanske helligdage er officielt definerede helligdage i Aserbajdsjan reguleret af den aserbajdsjanske grundlov.

## Liste
| Dato | Dansk navn                                           | Aserbajdsjansk navn                               | Bemærkninger                                                                        |
| --- | ---------------------------------------------------- | ------------------------------------------------- | ----------------------------------------------------------------------------------- |
| 1.-2. januar | Nytårsdag                                            | Yeni il                                           |                                                                                     |
| 8. marts | Kvindernes internationale kampdag                    | Qadınlar günü                                     |                                                                                     |
| 20.-21. marts eller 21.-22. marts                                                                                   | Nowruz                                               | Novruz bayramı                                    |                                                                                     |
| 9. maj | Sejrsdagen                                           | Faşizm üzərində qələbə günü                       | Sejrsdag over Nazi-Tyskland i 1945                                                  |
| 28. maj | Republikkens dag                                     | Respublika günü                                   | Aserbajdsjans første uafhængighed i 1918 som den Demokratiske Republik Aserbajdsjan |
| 15. juni | National Redningsdag                                 | Azərbaycan xalqının Milli Qurtuluş günü           | Valg af Heydar Aliyev som formand for Aserbajdsjans øverste sovjet i 1993           |
| 26. juni | Hærens dag                                           | Azərbaycan Respublikasının Silahlı Qüvvələri günü |                                                                                     |
| 18. oktober | Uafhængighedsdag                                     | Dövlət müstəqilliyi günü                          | Aserbajdsjans anden uafhængighed efter opløsningen af Sovjetunionen i 1991          |
| 12. november | Grundlovsdag                                         | Konstitusiya günü                                 | Vedtagelse af Republikken Aserbajdsjans grundlov i 1995                             |
| 17. november | National opstandelsesdag                             | Milli Dirçəliş günü                               | Studenter protesterer mod sovjetiske ledelse i Moskva 1988                          |
| 31. december | Solidaritetsdag for aserbajdsjanere over hele verden | Dünya azərbaycanlıların həmrəyliyi günü           | Aserbajdsjanere og iranske aserbajdsjanere brød den iranske grænse i 1988           |
| Ikke en fast dato i den gregorianske kalender – den tiende dag i den tolvte måned i den islamiske kalender (2 dage) | Eid ul-Adha                                          | Qurban bayramı                                    |                                                                                     |
| Ikke en fast dato i den gregorianske kalender – den første dag i den tiende måned i den islamiske kalender (2 dage) | Eid ul-Fitr                                          | Ramazan bayramı                                   |                                                                                     |